# Mokry szmal
Mokry szmal – polski film sensacyjny z 1985 roku w reżyserii Gerarda Zalewskiego.

## Obsada
- Jerzy Frydrych − Marek Kunecki
- Grzegorz Matysik − Wojtek Kunecki
- Henryk Bista − jubiler Lasoń
- Leon Niemczyk − Tokarski
- Bożena Dykiel − Nina, ciotka Marka i Wojtka
- Ewa Harasimowicz − Ewa
- Beata Maj − Agata
- Mirosława Marcheluk
- Andrzej Krukowski − Stefan Kozakiewicz
- Ryszard Ronczewski − gracz na wyścigach, nie występuje w czołówce
- Andrzej Pieczyński − Mały
- Michał Juszczakiewicz − Antek
- Kazimierz Wysota − kolega Antka
- Elżbieta Goetel − sekretarka Tokarskiego
- Igor Michalski − milicjant

## Fabuła
Lata 80. XX wieku. Nocą na nadmorskiej plaży kilku mężczyzn nielegalnie wypłukuje bursztyn. Worki z cennym surowcem wywożą Wojtek Kunecki i jego kolega "Blondyn", ale zostają napadnięci i tracą ładunek. Tokarski, dyrektor firmy obrabiającej jantar, nakazuje Wojtkowi odzyskanie towaru. Chłopak zaczyna poszukiwania od jubilera Lasonia (Henryk Bista). Po wyjściu z zakładu zostaje ogłuszony i pobity. Nieprzytomnego odnajduje jego brat Marek i odwozi do szpitala, ale następnego dnia Wojtek znika. Marek zaczyna poszukiwania brata. 
Wojtek Kunecki (Grzegorz Matysik) należy do grupy ludzi, którzy wypłukują nocami bursztyny z piasku nadmorskiej plaży. Kiedy wraz ze wspólnikiem "Blondynem" transportuje dwa worki bursztynu do bazy, zostaje napadnięty na leśnej drodze, ograbiony i pobity. Następnego dnia szef niefortunnych konwojentów, Tokarski (Leon Niemczyk), daje im za to ostrą reprymendę. Podejrzewa Wojtka o zdradę i nie chce wierzyć w napad, więc chłopak zobowiązuje się, że sam odzyska cały towar. Trop wiedzie go do jubilera Lasonia (Henryk Bista). W jego zakładzie znajduje resztki po płukaniu bursztynów i metalowy kolec, podobny do tego, który posłużył do pułapki w lesie. Podczas przeszukiwań Wojtek znów zostaje jednak pobity i okradziony. Do szpitala odwozi go brat Marek (Jerzy Frydrych), który bezskutecznie próbuje wyciągnąć od niego informację o sprawcach napadu. Wkrótce też Wojtek znika ze szpitala, a Marek dowiaduje się, że "zabrał go ktoś z rodziny". Postanawia więc rozpocząć własne śledztwo i trafia na kolejne tropy afery, w jaką wplątał się jego brat.